# Regny
Regny ist eine französische Gemeinde mit 193 Einwohnern (Stand: 1. Januar 2022) im Département Aisne in der Region Hauts-de-France. Sie gehört zum Arrondissement Saint-Quentin, zum Kanton Ribemont und zum Gemeindeverband Val de l’Oise.

## Geografie
Die Gemeinde Regny liegt zehn Kilometer östlich von Saint-Quentin. Nachbargemeinden von Regny sind Marcy im Nordwesten und Norden, Neuvillette im Nordosten, Thenelles im Osten, Sissy im Südosten und Süden sowie Mesnil-Saint-Laurent und Homblières im Westen.

## Bevölkerungsentwicklung
| Jahr                       | 1962 | 1968 | 1975 | 1982 | 1990 | 1999 | 2006 | 2013 | 2022 |
| Einwohner                  | 276  | 256  | 266  | 256  | 234  | 247  | 220  | 206  | 193  |
| Quellen: Cassini und INSEE |      |      |      |      |      |      |      |      |      |

## Sehenswürdigkeiten
- Kirche Saint-Martin

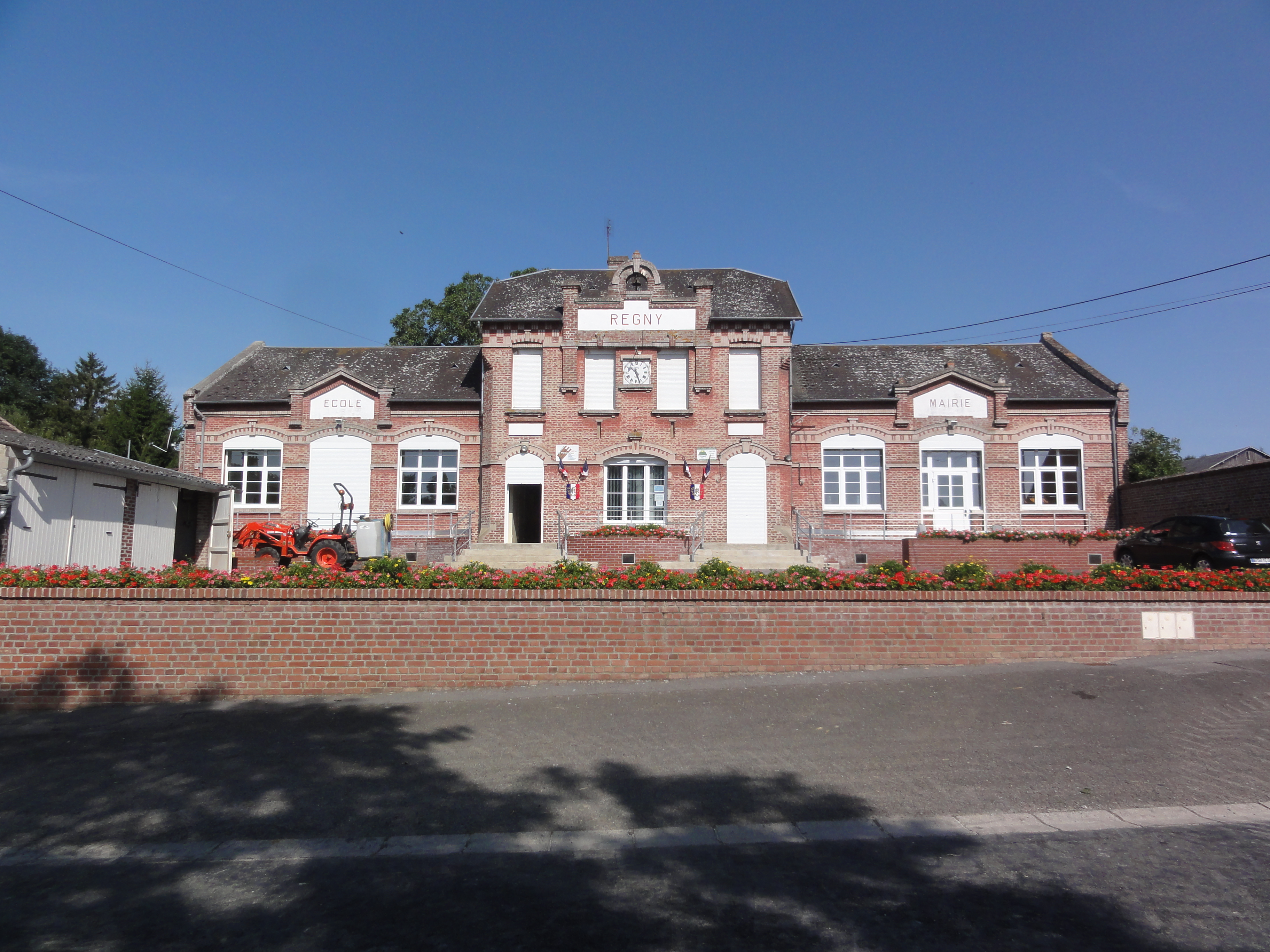
Mairie und Schule
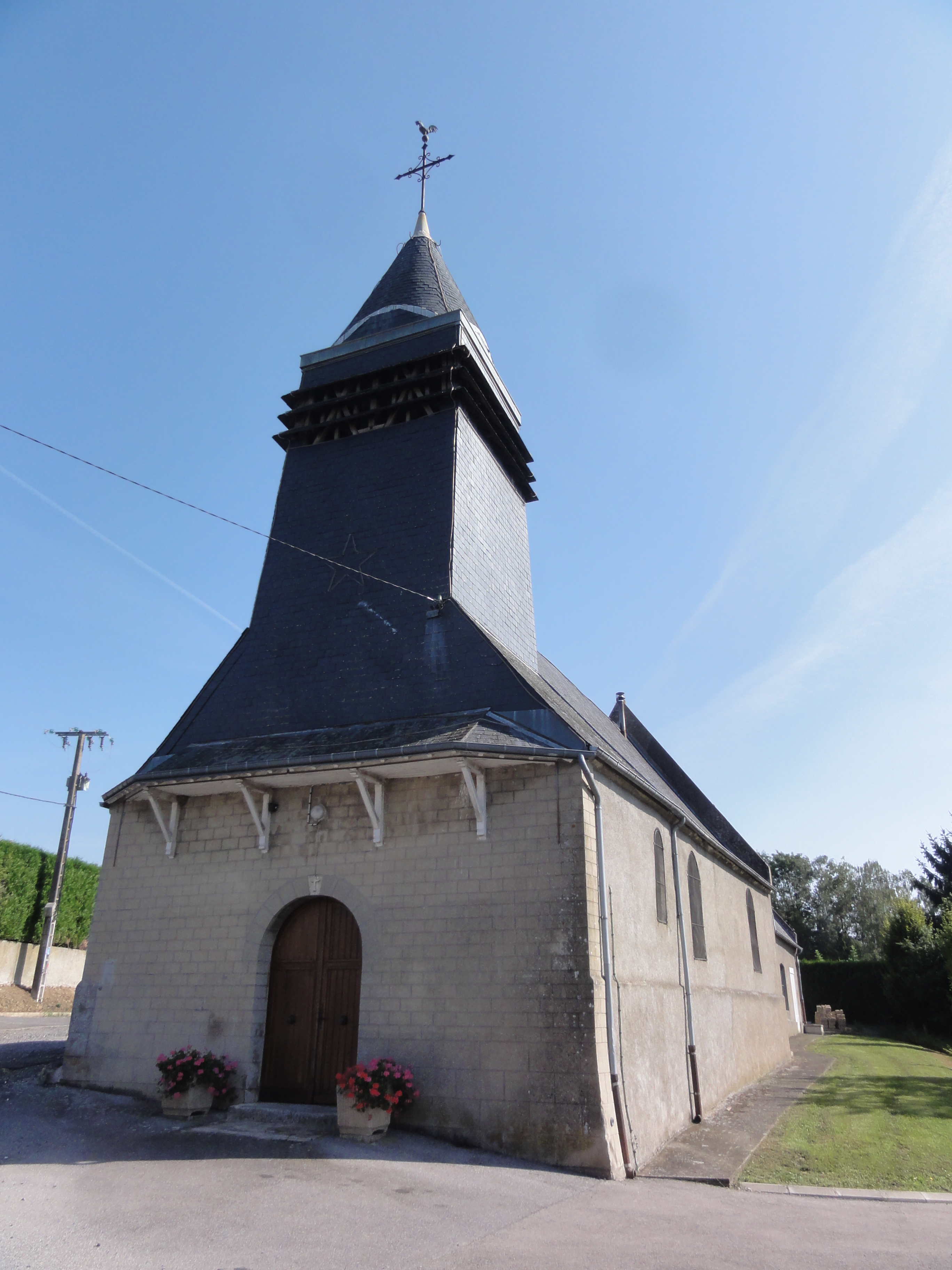
Kirche Saint-Martin
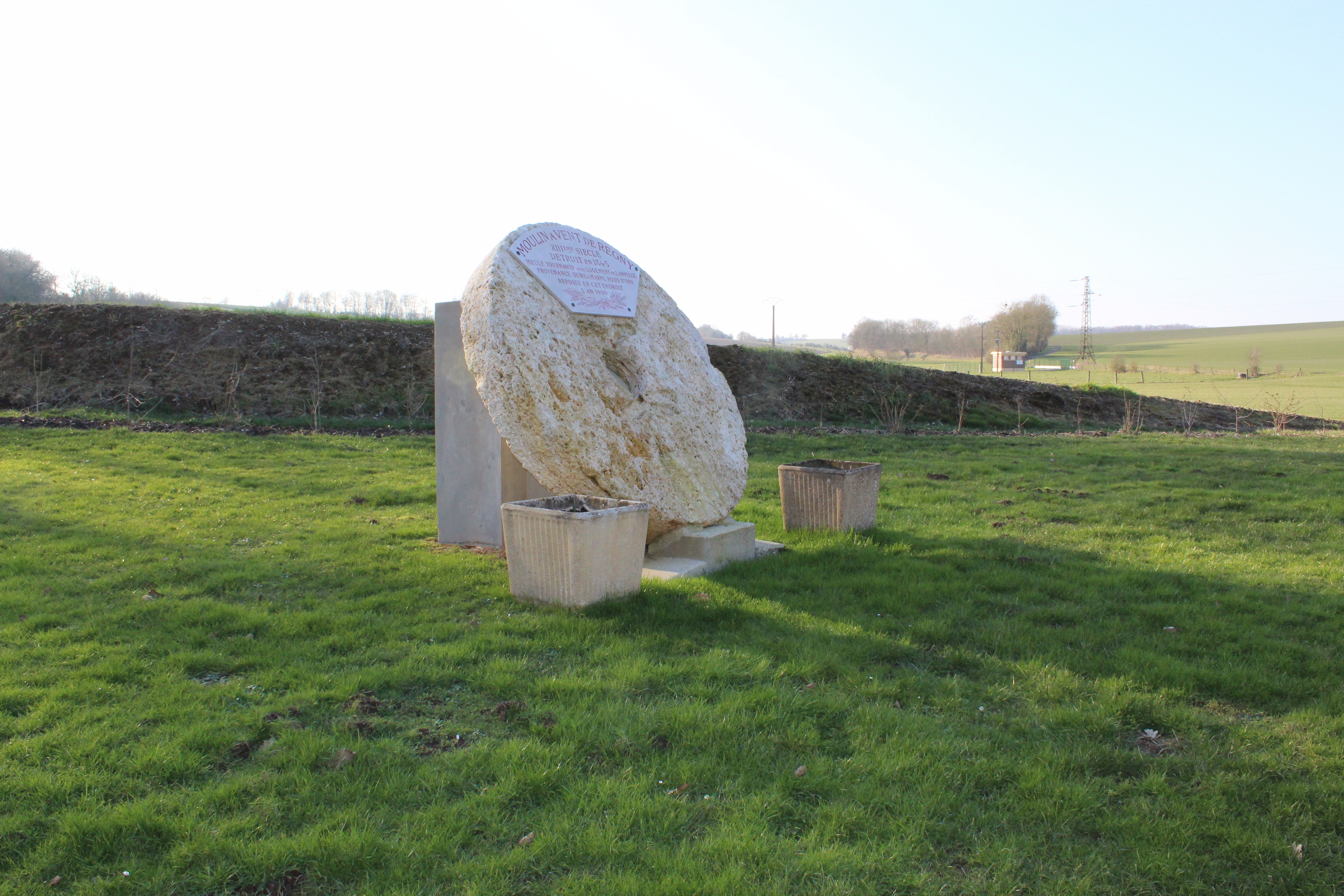
Mühlstein der ehemaligen Windmühle mit Inschrift
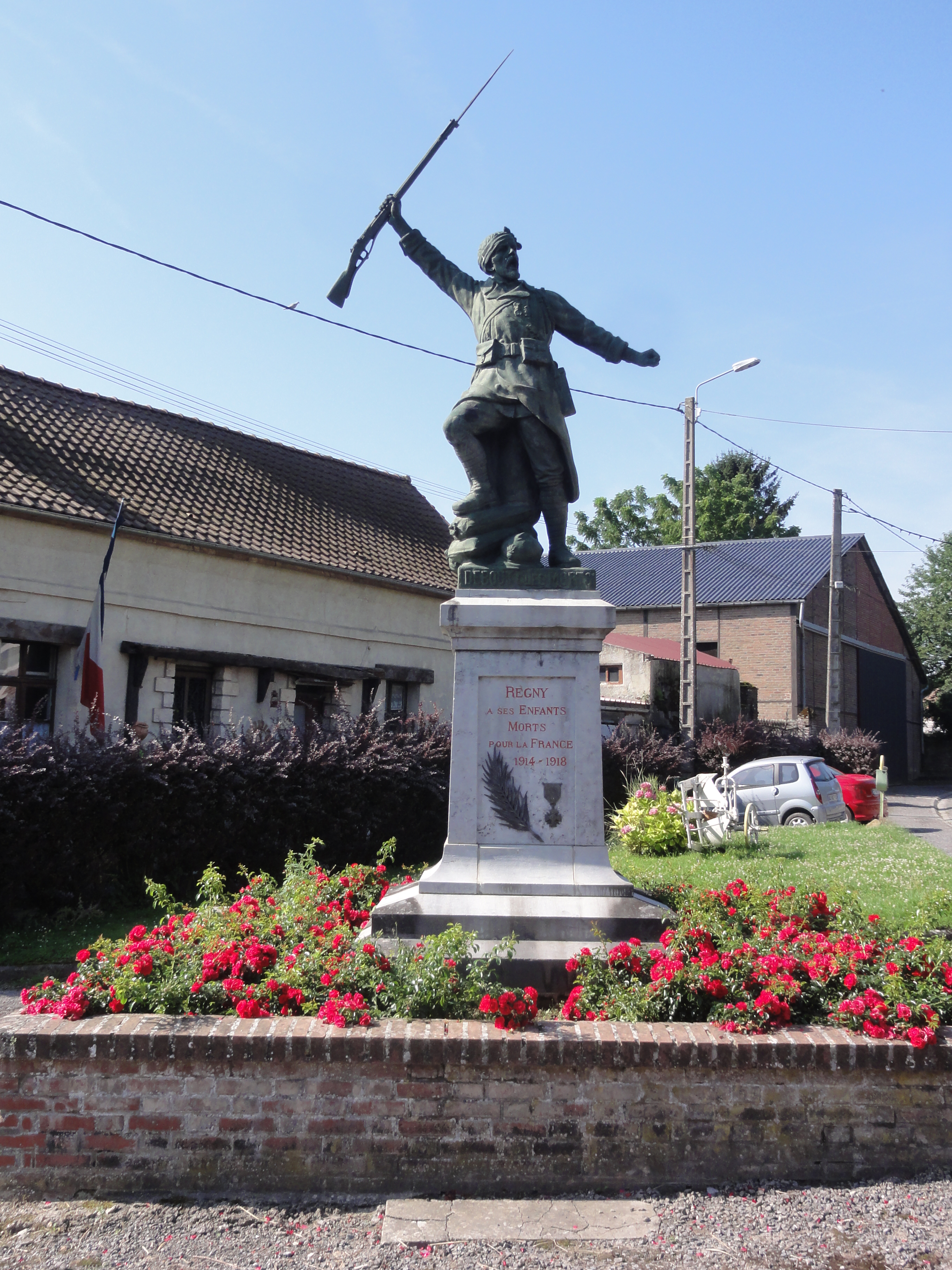
Gefallenendenkmal